# Gidástó
Gidástó (románul: Ghidașteu) falu Romániában, Maros megyében.

## Története
Kisikland község része. A trianoni békeszerződésig Torda-Aranyos vármegye Marosludasi járásához tartozott.

## Népessége
2002-ben 22 lakosa volt, ebből 22 román nemzetiségű.

## Vallások
A falu lakói közül 21-en ortodox hitűek.